# Albert Thys

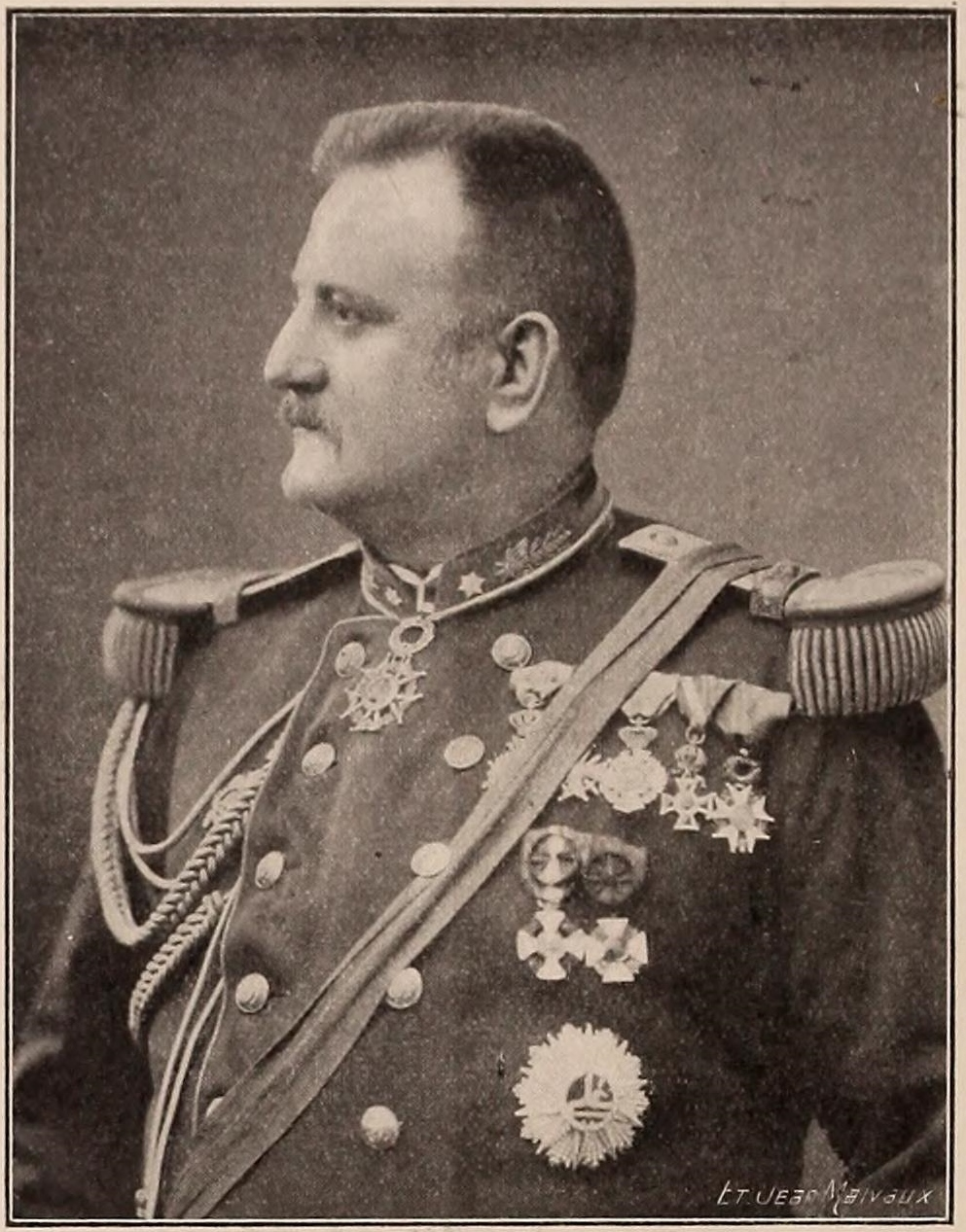
Albert Thys als Oberst, 1907.

Jean-Baptiste Albert Joseph Thys (* 28. November 1849 in Dalhem, Belgien; † 10. Februar 1915 in Brüssel, Belgien) war ein belgischer Offizier und Geschäftsmann. Als enger Mitarbeiter und Berater diente er dem belgischen König Leopold II. in der Gründungsphase des Kongo-Freistaats und war Gründer der wichtigsten Eisenbahnlinie des Landes. Er galt als einer der Hauptarchitekten der Wirtschaftsentwicklung und -ausbeutung des Freistaats Kongo und später von  Belgisch-Kongo.

## Biografie

### Frühe Jahre
Thys war der Sohn des Arztes Jean Thys und Marie Barbe Rogister. Am 10. November 1877 heiratete er in Schaerbeek Julie Mottin, die Tochter eines Eisenbahningenieurs. Seine Frau starb im Juni 1908 auf Schloss Dalhem.
Das Paar hatte sechs Kinder, von denen einige in bekannte belgische Industriellen- und Künstlerfamilien einheirateten. Seine Tochter Louise heiratete Henry Le Boeuf, Geschäftsmann, Bankier und Persönlichkeit der belgischen Musikwelt. Der Dichter Odilon-Jean Périer gehört zu seinen Enkeln.
Er besuchte die Dorfschule von Bombaye und anschließend die staatliche Mittelschule in Visé. Mit sechzehn trat er als einfacher Soldat in die belgische Armee ein. Er wurde zum Unteroffizier und dann zum Sergeant befördert. Nach seiner Aufnahme in die Königliche Militärakademie in Brüssel schloss er 1870 sein Studium als Leutnant ab und wurde dem 8. Linienregiment zugeteilt. In der Folge beauftragte ihn der Oberbefehlshaber der Armee, Generalleutnant Baron Pierre Chazal militärischen Erkundungsmissionen zur Erstellung von Plänen zur Verteidigung der belgischen Grenzen. Anschließend setzte er sein Studium an der belgischen École de Guerre fort, das er 1876 mit dem Patent zum Generalstabsoffizier abschloss. 1876 trat er im Auftrag von König Leopold II. von Belgien in das Sekretariat für Kolonialangelegenheiten ein.

### Eintritt in den Dienst für den Kongo

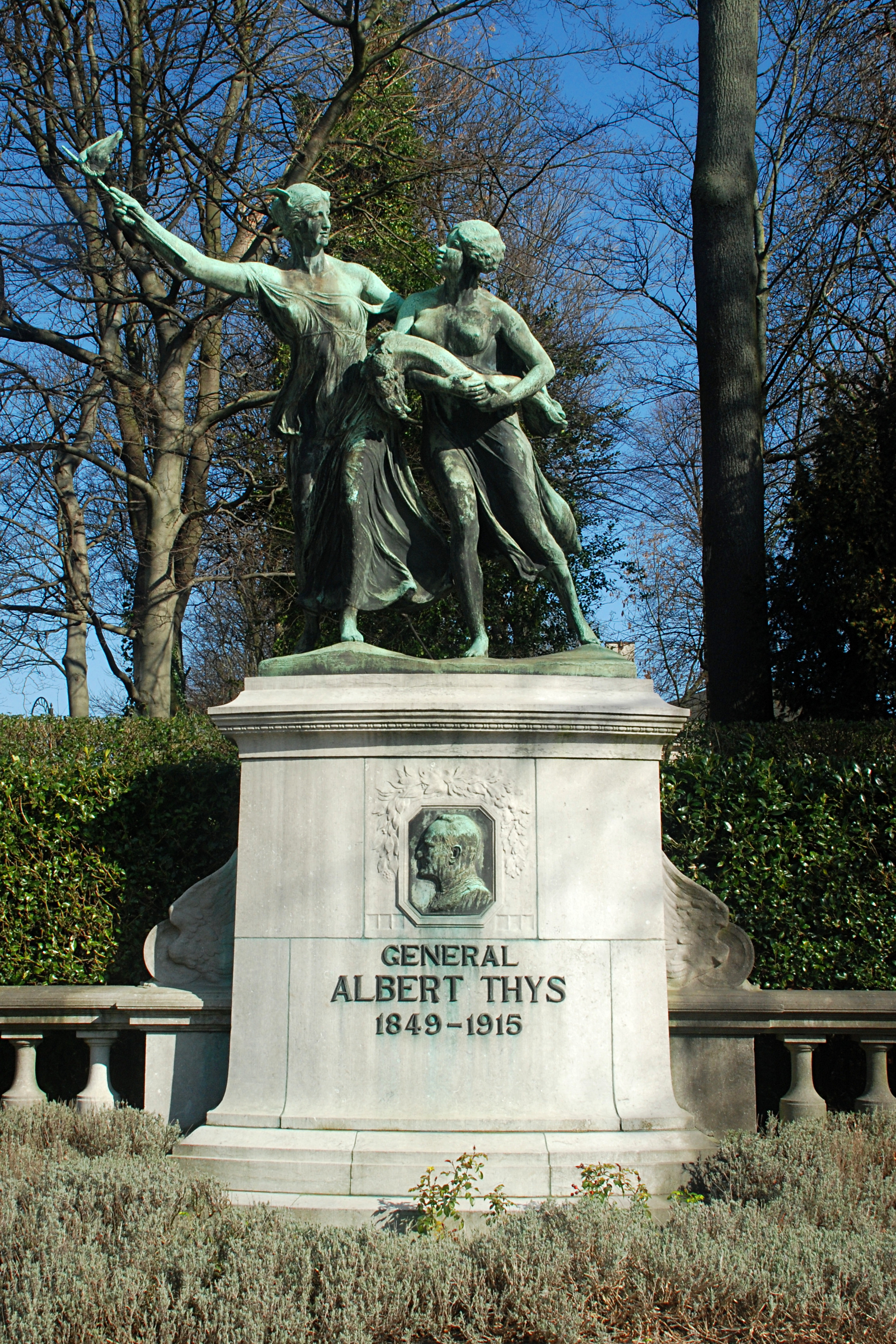
Monument für General Thys, am Eingang zum Cinquantenaire-Park in Brüssel.

Ab 1878 wurde Thys Stellvertreter von Maximilien Strauch, Generalsekretär der Internationalen Afrika-Gesellschaft (französisch: Association Internationale Africaine, A.I.A.), einer von König Leopold II. gegründeten Organisation, die sich aus internationalen Experten zusammensetzte und deren Ziel die Erkundung und Nutzbarmachung Zentralafrikas war. Ab 1879 arbeitete er auch mit dem Comité d’Études du Haut-Congo (deutsch: Komitee zur Erforschung des oberen Kongo) zusammen, einer kommerziellen Organisation, die für die Organisation von Erkundungsexpeditionen in Afrika verantwortlich war.
Nach der Rückkehr von Henry Morton Stanley schickte König Leopold II. Thys nach England, um im Auftrag der Internationalen Afrika-Gesellschaft eine neue Expedition nach Zentralafrika vorzuschlagen. Er beteiligte sich aktiv an der Organisation der ersten Expeditionen, die letztlich zur Gründung des Freistaats Kongo führten.
Im Oktober 1883 wurde Hauptmann Albert Thys zum Ordonnanzoffizier von König Leopold II. ernannt, mit „der Sondervollmacht, sich jederzeit an Seine Majestät zu wenden“. Im November 1884 erhielt König Leopold II. auf der Berliner Konferenz im Namen der „Internationalen Kongo-Gesellschaft“ (französisch: Association internationale du Congo, AIC) 2.344.000 km² Territorium, das den Freistaat Kongo bilden sollte, zugesprochen. Thys wurde mit der Realisierung eines Darlehens in Höhe von 100 Millionen belgischen Franken zur Finanzierung der Projekte von König Leopold II. beauftragt.

### Tätigkeit im Eisenbahnbau
Laut dem belgischen Historiker Pierre Salmon sollte zunächst ein englisches Unternehmen, das sog. „Manchester-Syndikat“ als Congo Railway Co. den Bau im zentralen Kongo vorantreiben, und zwar mit einer Klausel, nach der das A.I.C. diesem das Polizeirecht auf der Bahnstrecke und auf einem Streifen Land zu beiden Seiten der Strecke einräumen sollte. Thys erklärte seine Ablehnung gegenüber dieser Konzession und teilte dies dem König selbst in aller Offenheit mit. Er schlug ihm daraufhin vor, selbst eine entsprechende Gesellschaft, die Compagnie du Congo pour le Commerce et l’Industrie (C.C.C.I.) zu gründen und sich vor Ort zu begeben, um sich eine persönliche Meinung zu bilden und die Voruntersuchungen für das Eisenbahnprojekt selbst zu leiten.

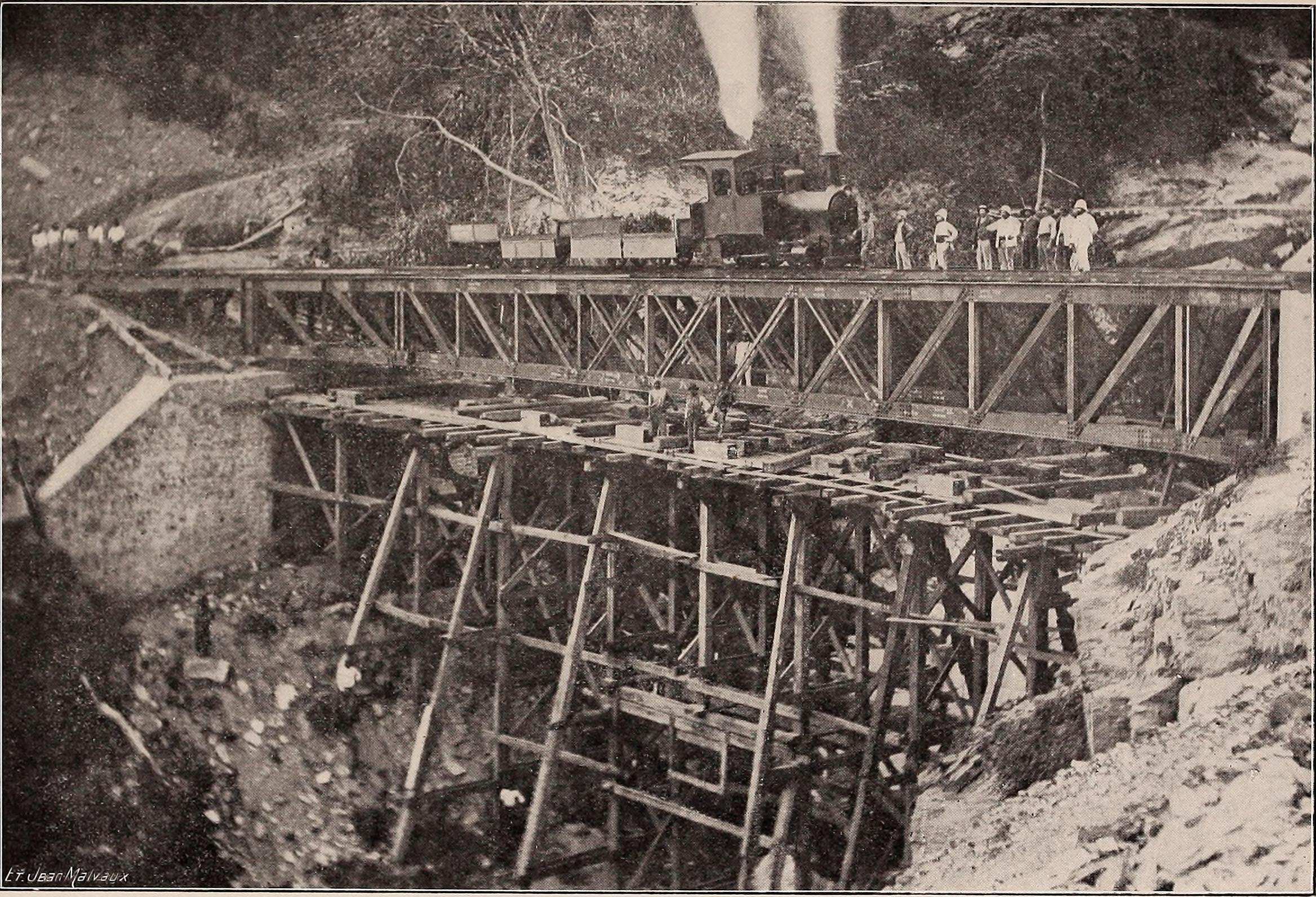
Bau der Eisenbahnstrecke Matadi – Stanleyville (heute: Kisangani)

Thys kam 1887 im Kongo an und initialisierte den Bau der Eisenbahnlinie Matadi-Léopoldville, die ab 1890 bis 1898 gebaut wurde. Er legte die Route von Süden fest, die sich vom Kongo entfernte. Die ersten 400 km und die 25 Millionen belgischen Franken kostenden Arbeiten werden von der Regierung Beernaert finanziert. Die größten physischen Hindernisse waren die Schlucht am M’pozo Fluss und der Mount Palabala, eine von tiefen Tälern und 400 Meter hohen Schluchten begrenzte Klippe im Cristal Mountains-Massiv (französisch: Monts de Cristal). Von 1887 bis 1899 unternahm Thys neun Reisen in den Kongo. Er führte zunächst eine topografische Erkundung durch und überwachte dann den Fortschritt der Baustelle. Inspiriert von Henry Morton Stanley sah Thys diese Eisenbahn als wesentlich für die zukünftige wirtschaftliche Entwicklung des Kongos an. Am 6. Juli 1898 wurde der erste Abschnitt von 388 km eingeweiht, der den Hafen von Matadi mit Léopoldville verband und so erstmals den Zugang für Güter und Waren zu den 18.000 km Flussrouten im Kongo ermöglichte.
Neben seinen Aktivitäten im Kongo arbeitete er als Fürsprecher gegenüber der belgischen Bevölkerung und Finanzkreisen, die sich damals wenig für die Kolonialpläne von König Leopold II. interessierten.
Der Bau der Eisenbahnlinie Matadi-Léopoldville verursachte jedoch auch hohe menschliche Verluste. Angesichts des Klimas, des rauen Geländes und der Tropenkrankheiten waren die Lebensbedingungen der Arbeiter katastrophal, die sanitären Einrichtungen und die medizinische Versorgung waren auf das Nötigste beschränkt. Im Jahr 1892 waren auf dem Eisenbahngelände etwa 2000 Einheimische beschäftigt, wobei durchschnittlich 150 Arbeiter pro Monat aufgrund von Krankheiten (Pocken, Ruhr, Beriberi usw.) und Erschöpfung verstarben. Bis Ende 1892 waren bereits 7000 einheimische Arbeiter rekrutiert worden. Die Hälfte davon starb oder desertierte nach kurzer Zeit. Unter diesen Umständen war Thys gezwungen, im September und November 1892 Arbeiter aus Barbados und China anzuwerben. Die Barbadier weigerten sich, die Boote im Hafen von Matadi zurückzulassen, bis sie gewaltsam dazu gezwungen wurden. Bei diesem Vorgehen starben sieben Menschen.

### Weiteres Engagement in der wirtschaftlichen Entwicklung
Albert Thys war einer der Hauptarchitekten der wirtschaftlichen Entwicklung und der Ausbeutung des Freistaats Kongo in der Zeit der belgischen Herrschaft. Er gründete zahlreiche Kolonialgesellschaften, insbesondere am 27. Dezember 1886 die bereits erwähnte C.C.C.I. und ihre zahlreichen Tochtergesellschaften: Le Chemin de fer du Congo, La Compagnie des Magasins généraux, die Société anonyme belge pour le Commerce du Haut-Congo, die Compagnie des Produits, die Compagnie du Katanga und weitere. Als Belohnung für seine Expeditionen in den Süden des Kongos in den Jahren 1891–1892 hatte der König Albert Thys ein Drittel des katangesischen Bodens zugeteilt. Laut dem belgischen Historiker René J. Cornet war Thys „ein bedeutender Initiator privater Aktionen im Kongo, die Seele der belgischen Finanzbemühungen in afrikanischen Unternehmen und der Schöpfer des belgischen Kolonialreichtums“ (französisch: „créateur de la richesse coloniale belge“).
1890 trug er zur Gründung des Cercle Africain in Brüssel bei und wurde dessen erster Präsident. Ab 1899 widmete er sich der Entwicklung der Kolonialunternehmungen, deren leitender Manager er war. Als am 7. Januar 1899 die Banque d’Outremer gegründet wurde, wurde Thys wurde ihr Geschäftsführer, ab 1910 dann Präsident.

### Lebensende
Thys blieb weiterhin auch Teil des belgischen Militärs. Im Juni 1898 wurde er zum Oberstleutnant, ca. 1907 zum Oberst und zum Ende seiner Karriere zum Generalmajor der Reserve ehrenhalber ernannt. 1910 reiste er ein letztes Mal in den Kongo, von wo er mit neuen Projekten zurückkehrte.
Privat war er der Besitzer der Burg Dalhem.
Der Erste Weltkrieg und die deutsche Besetzung Belgiens brachte ihn zur Untätigkeit. Sein Gesundheitszustand verschlechterte sich und er starb am 10. Februar 1915 im Alter von 66 Jahren in Brüssel. Er wurde in Dalhem beigesetzt.

## Zitat
“Jamais notre action coloniale ne fut plus belle qu'au moment de la campagne arabe. Vous souvenez-vous du mouvement d'indignation qui secoua le monde civilisé quand Livingstone et Stanley dépeignirent les horreurs de la traite, dans le centre africain ? Comme une nuée de sauterelles qui dévastent en une nuit, une région entière, des bandes d'Arabes pillards tombaient sur les villages, massacraient sans pitié tous les malheureux qui ne représentaient pas une valeur marchande et se retiraient ensuite, poussant à coup de bâton vers la côte un lamentable troupeau de bétail humain, dont un dixième à peine arrivait au but.”

„Nie war unsere Kolonialaktion schöner als zur Zeit des arabischen Feldzugs. Erinnern Sie sich an die Empörungsbewegung, die die zivilisierte Welt erschütterte, als Livingstone und Stanley die Schrecken des Sklavenhandels in Zentralafrika schilderten? Wie ein Heuschreckenschwarm, der in einer Nacht eine ganze Region verwüstet, fielen plündernde Araberbanden über die Dörfer, massakrierten gnadenlos alle Unglücklichen, die keinen Marktwert darstellten, und zogen sich dann zurück, wobei sie mit Stöcken eine bedauernswerte Menschenherde in Richtung Küste trieben wie Rinder, von denen kaum ein Zehntel das Ziel erreichte.“

## Ehrungen und Auszeichnungen
1926 wurde in Brüssel am Eingang zum Cinquantenaire-Park ein Denkmal für General Thys errichtet, ein Werk der Bildhauer Thomas Vincotte und Frans Huygelen. 1948 erhielt sein Geburtsort Dalhem ebenso ein Denkmal mit der Marmorbüste von Albert Thys. Diese Büste wurde der Stadt Dalhem von seinem Enkel Gilbert Périer, dem Präsidenten von Sabena, geschenkt. In Ixelles und Dalhem gibt es eine Rue Général Thys.
Die Station Sona Qongo, das heutigen Mbanza-Ngungu am unteren Kongo, wurde Thysville genannt. Dort befand sich ebenfalls ein Denkmal mit seiner Büste. Den gleichen Namen erhielt ein Schiff der Compagnie Maritime Belge: die MS Thysville. Ein gleichnamiges Schiff besteigt Tim in dem Comicalbum Tim im Kongo (französischer Originaltitel: Tintin au Congo, erschienen 1931) aus der Reihe Tim und Struppi des belgischen Zeichners Hergé, auf seiner Reise nach Belgisch-Kongo.
Im Schloss Dahlem, seinem letzten Wohnsitz, ist ein Museum zu seinem Leben eingerichtet.
Er war Träger zahlreicher belgischer und ausländischer Auszeichnungen, darunter:
- Offizier des belgischen Leopoldordens,
- Kommandeur des belgischen Kronenordens
- Ritter des belgischen Löwenordens
- Offizier der französischen Ehrenlegion
- Kommandeur des Ordens vom glänzenden Stern
- Kommandeur des portugiesischen Ordens unserer lieben Frau von Vila Viçosa
- Kommandeur des persischen Sonnen- und Löwenordens
- Großoffizier des französischen Ordens Nichan el-Anouar
- Offizier luxemburgischen Ordens der Eichenkrone
- Offizier des italienischen Ordens der Heiligen Mauritius und Lazarus